# صلحه
صَلحَه (عربی: صَلْحَة) که گاهی به معنای «محل خوب و سالم» ترجمه می‌شود، یک روستای عرب‌نشین فلسطینی بود که در ۱۲ کیلومتری شمال غربی صفد قرار داشت.
توافقنامه مرزی فرانسه و بریتانیا در سال ۱۹۲۰، صلحه را در محدوده مرزهای لبنان فرانسه قرار داد و آن را بخشی از خاک لبنان طبقه‌بندی کرد. این روستا یکی از ۲۴ روستایی بود که در سال ۱۹۲۴ مطابق با تعیین مرز بین فلسطین قیمومت بریتانیا و قیمومیت فرانسه برسوریه و لبنان در سال ۱۹۲۳ به کنترل بریتانیا منتقل شد. درنتیجه این روستا تا سال ۱۹۴۸ بخشی از فلسطین بود.
بر اساس طرح تقسیم سازمان ملل متحد برای فلسطین در سال ۱۹۴۸، صلحه باید در دولت پیشنهادی عربی گنجانده می‌شد، در حالی که مرز بین آن و دولت پیشنهادی یهودی قرار بود به شمال منطقه ساخته شده روستا کشیده شود.
در طول جنگ اعراب و اسرائیل در سال ۱۹۴۸، اندکی قبل از خالی شدن کامل روستا، صلحه محل قتل‌عام افراد توسط نیروهای اسرائیلی اندکی قبل از خالی شدن کامل روستا بود. بناهای ساخته‌شده در روستا به استثنای یک مدرسه ابتدایی پسرانه نیز تخریب شد.

## تاریخ
چندین بنای قدیمی از جمله قبرهای صخره‌ای، آثاری از کف‌های معرق‌کاری‌شده و ماشین‌های روغن‌کاری در روستا وجود داشت. در نزدیکی خربات صنیفه آثار باستانی مانند یک کف پرس دایره ای وجود داشت. در سال ۲۰۰۱ یک چرخشت در این منطقه کشف شد.
در سال ۱۸۸۱، بررسی پی‌ای‌اف در بررسی غرب فلسطین، صلحه را روستایی با حدوداً ۲۰۰ نفره توصیف کرد که باغ‌های اطراف را کشت می‌کردند و خانه‌های خود را از سنگ‌های بازالت که با گل ملات‌کاری شده بودند، می‌ساختند. آنها آب آشامیدنی خود را از چندین آب‌انبار و یک حوض بزرگ می‌گرفتند.

### دوران قیمومت بریتانیا

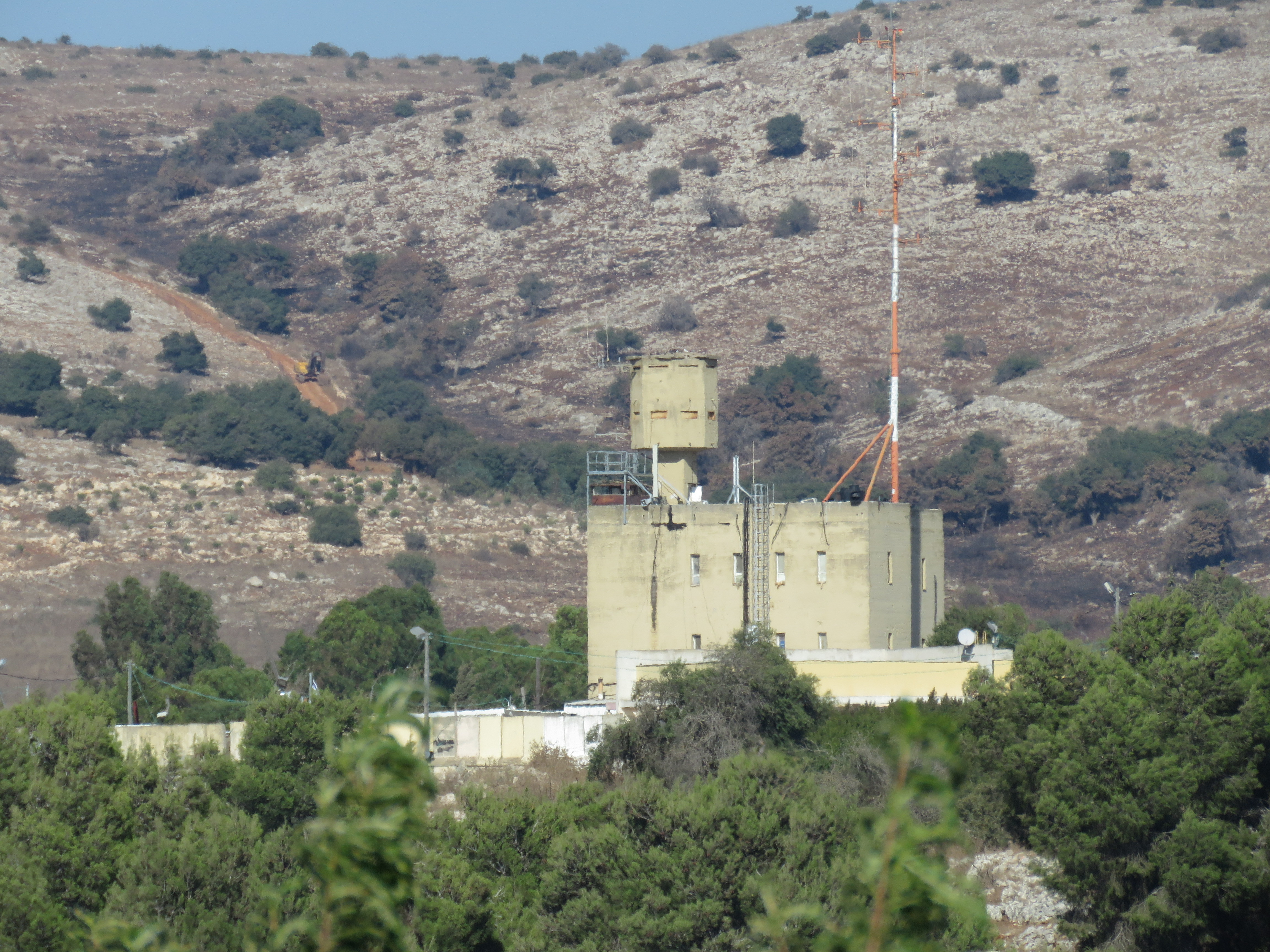
در سال ۱۹۳۸ انگلیسی‌ها قلعه تگارت را در صلحه ساختند

جمعیت این روستا را مسلمانان شیعه تشکیل می‌دادند و روستا یک مدرسه ابتدایی برای پسران داشت.
در سرشماری ۱۹۳۱ فلسطین جمعیت صلحه ۷۴۲ مسلمان و در مجموع ۱۴۲ خانه بود.
طبق آمار سال ۱۹۴۵، جمعیت این روستا با مارون الراس و یارون، جمعاً ۱۰۷۰ مسلمان با ۱۱۷۳۵ دونوم زمین، بر اساس بررسی رسمی زمین و جمعیت، شمارش شد. از این تعداد، ۷۴۰۱ دونم به غلات، ۴۲۲ دونم آبیاری یا برای باغات استفاده می‌شد، و ۵۸ دونوم به منطقه ساخته شده (شهری) اختصاص داشت.

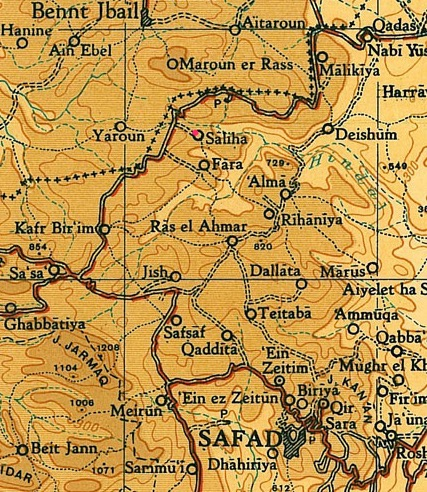
صلحه. ۱۹۴۵. از آرشیو بررسی فلسطین. مقیاس ۱:۲۵۰۰۰۰

### جنگ ۱۹۴۸ و پس از آن
بین ۳۰ اکتبر ۱۹۴۸ و ۲ نوامبر ۱۹۴۸، صلحه اولین روستا از سه روستا (دیگر صفصاف و جش) بود که در آن قتل‌عام توسط تیپ هفتم نیروهای دفاعی اسرائیل به فرماندهی ژنرال موشه کارمل انجام شد.
در مورد صلحه، منابع آرشیوی اسرائیلی می‌گویند که سربازان وارد روستا شده و یک ساختمان، (احتمالاً یک مسجد)، را منفجر کردند و ۶۰ تا ۹۴ نفر را که در داخل آن پناه گرفته بودند را کشتند. این تخمین‌ها بر اساس شواهد مستندی است که شامل یادداشت روزانه ۶ نوامبر ۱۹۴۸ توسط یوسف نهمانی است. هنگامی که مقالات نهمانی برای اولین بار توسط فرمانده وی یوسف ویتز در سال ۱۹۶۵ منتشر شد و با انگیزه‌های تبلیغاتی هدایت شد، او آن را شستشو داد تا جزئیات جنایاتی مانند مواردی که در صلحه اتفاق افتاده را حذف کند. نهمانی می‌گوید «۶۰ تا ۷۰ مرد و زن پس از «افراشتن پرچم سفید» به قتل رسیدند.» همچنین موریس یادداشت‌های دست‌نویسی دارد که اهارون کوهن از جلسه کمیته سیاسی ماپام در ۱ گرفته‌است. نوامبر ۱۹۴۸ که در آن جلیله یا موشه ارم نوشته شده‌است: «۹۴ در صلحه در خانه ای منفجر شد». در گزارش‌های ضبط شده از مصاحبه با خانواده‌های صلحه، که اکنون ساکن لبنان هستند، رابرت فیسک نسخه متفاوتی ارائه می‌دهد. نمر عون (متولد ۱۹۱۵)، یکی از دو بازمانده قتل‌عام در میدان این روستا، می‌گوید که وقتی ارتش یهود وارد شد، اعلامیه‌هایی به روستاییان داده شد که در آن نوشته شده بود در صورت تسلیم شدن از آنها در امان خواهند ماند، که که همه به آن دستور عمل کردند. منطقه توسط سیزده تانک محاصره شده بود (سایر روایت‌ها از ۱۰ ماشین زرهی صحبت می‌کنند) و در حالی که روستاییان در کنار هم ایستاده بودند، اسرائیلی‌ها تیراندازی کردند. او با پنهان شدن در زیر اجساد و سپس خزیدن در زیر پوشش شب، یافتن یک الاغ و سوار کردن آن به مارون الراس برای عمل جراحی زنده ماند، اگرچه زخمی شد. در مصاحبه قبلی عون گفت که روستاییان از یک فریاد برای تجمع در میدان روستای مقابل یک مسجد احضار شدند. دو افسر اسرائیلی در حین جمع شدن اهالی چند جرعه قهوه نوشیدند. سپس از جمعیت خواسته شد تا اسلحه‌های خود را تحویل دهند و سپس به افسر عرب زبان برای گفتگو با نیروهای خود روی آورد و پس از آن مسلسل‌های بالای خودروهای زرهی تیراندازی کردند و حدود ۷۰ روستایی را کشتند. اجساد را چهار روز رها کردند تا پوسیده شوند و سپس بولدوزرهای اسرائیلی آمدند و آنها را داخل مسجد انباشتند و سپس با مواد منفجره منفجر شد. بسیاری از روستاییان امیدوار بودند که برگردند و در نزدیکی روستاهای لبنان با اقوامشان منتظر بودند، اما در نهایت در حومه شبریحه در صور ساکن شدند.
پس از پایان حمله، ساکنان باقی مانده روستا رانده شدند، که بخشی از مهاجرت فلسطینیان در سال ۱۹۴۸ بود. نهمانی که از ۶۷ مرد و زن کشته شده در میدان دهکده صحبت می‌کرد، در نوشته‌های روزانه‌اش از خود می‌پرسید: «آنها مانند نازی‌ها با چنین ظلمی از کجا آمده‌اند؟ . . آیا هیچ راه انسانی تر از این روش‌ها برای اخراج ساکنان وجود ندارد؟.»
یوآو گلبر، صلحه را در کنار دیر یاسین، ابو شوشا، صفصاف و لیده به عنوان بخشی از «مجموعه قتل عام فلسطینیان… دهکده‌هایی که فلسطینی‌ها ادعا می‌کردند که جنایات رخ داده‌است» فهرست می‌کند.

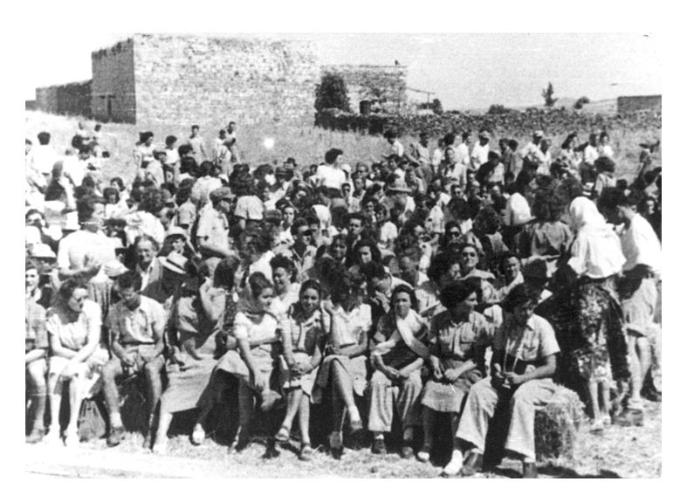
مراسم بزرگداشت تأسیس کیبوتص یرون. صلحه ۲۰ مه ۱۹۴۹

## امروز

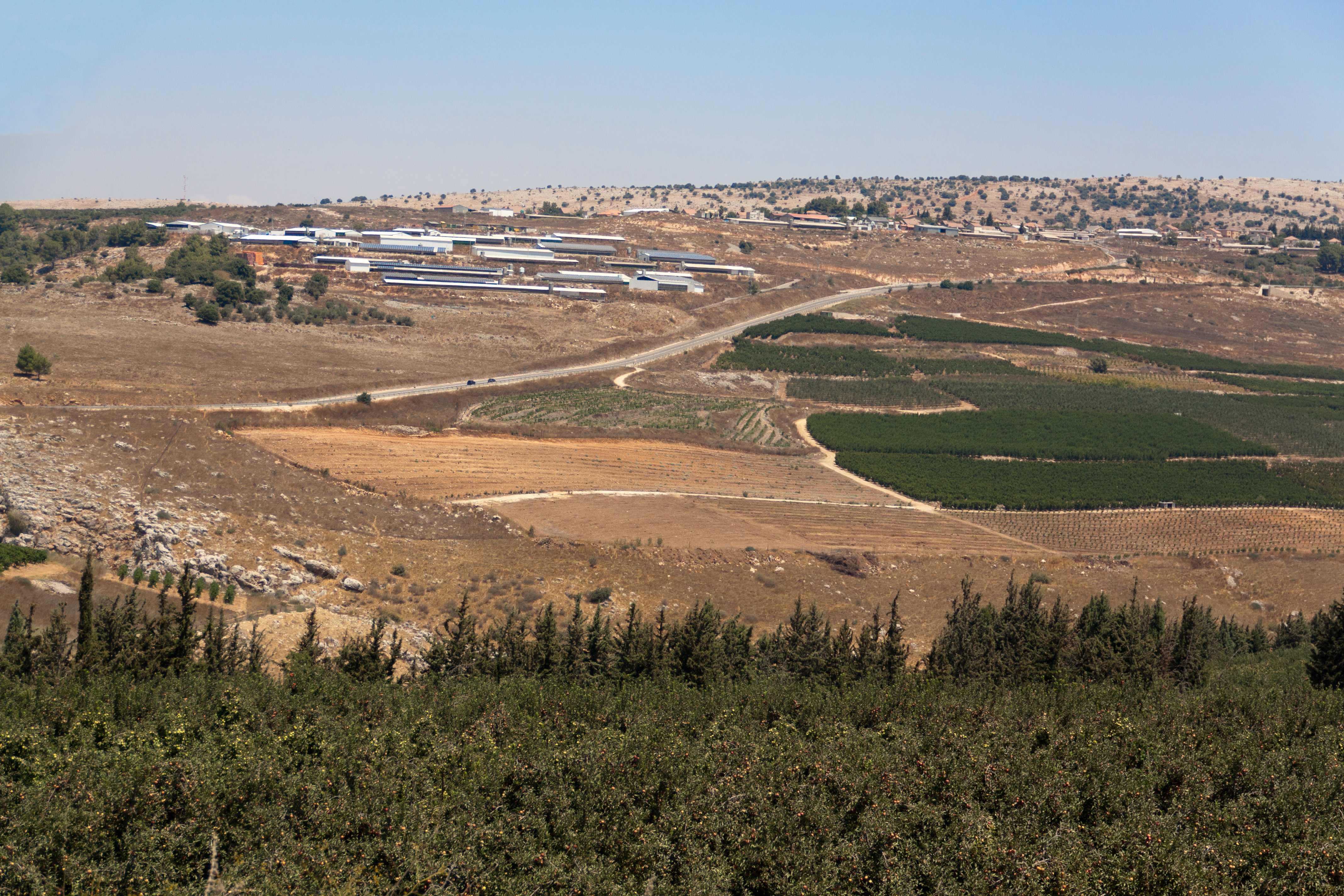
محله آویویم

سلمان ابوسیتا نویسنده اطلس فلسطین تعداد آوارگان فلسطینی از صلحه در سال ۱۹۹۸ را ۷.۶۲۲ نفر تخمین زد.
ولید خالدی می‌نویسد که از آنچه امروزه از بناهای ساخته شده صلحه باقی مانده‌است، «تنها نقطه عطف باقی مانده یک ساختمان طولانی است (که ممکن است یک مدرسه بوده باشد) با پنجره‌های بلند زیاد. این سایت یک منطقه مسطح و عمدتاً زیر کشت است. بخش عمده ای از زمین‌های اطراف توسط کشاورزان اسرائیلی مورد کاشت سیب قرارگرفته‌اند.»
محله‌های یهودی اسرائیلی یرون و آویویم در اراضی سابق صلحه واقع شده‌اند.